# Tillandsia califani
Espèce
Classification phylogénétique
Tillandsia califani est une espèce de plantes de la famille des Bromeliaceae, endémique du Mexique.